# Lijst van seizoenen van Sterren op de Dansvloer
Deze pagina bevat een overzicht van alle seizoenen van Sterren op de Dansvloer.

## Seizoen 1 (2006)

### Kandidaten
| Bekende Vlaming  | Beroep               | Danspartner      | Eindranking |
| ---------------- | -------------------- | ---------------- | ----------- |
| Dina Tersago     | Presentatrice        | Wim Gevaert      | Winnaar     |
| Natalia Druyts   | Zangeres             | Pascal Maassen   | 2de plaats  |
| Gilles De Bilde  | Voetballer           | Martine Jottay   | 3de plaats  |
| Evi Hanssen      | Presentatrice        | Guy Jottay       | 4de plaats  |
| Wendy Van Wanten | Zangeres             | Aerjen Mooijweer | 5de plaats  |
| Pim Symoens      | Zanger / Presentator | Daisy Croes      | 6de plaats  |
| Sam Gooris       | Zanger               | Ellen Ekkart     | 7de plaats  |
| Gene Bervoets    | Acteur / Presentator | Inge Gevaert     | 8ste plaats |

### Muziek

#### Aflevering 1
- Gène & Inge: Lady van Kenny Rogers
- Sam & Ellen: Love Ain't Here Anymore van Take That
- Wendy & Aerjen: If You Don't Know Me by Now van Simply Red
- Dina & Wim: All by Myself van Bonnie Tyler
- Evi & Guy: Pata Pata van Miriam Makeba
- Gilles & Martine: Smooth van Santana
- Natalia & Pascal: Let's Get Loud van Jennifer Lopez
- Pim & Daisy: Dance with Me van Debelah Morgan

Dansen: chachacha & Engelse wals

#### Aflevering 2
- Dina & Wim: Something Stupid van Frank & Nancy Sinatra
- Sam & Ellen: Holding Back the Years van Simply Red
- Gène & Inge: Sabor a mi van Luis Miguel
- Wendy & Aerjen: My Heart Will Go On van Céline Dion
- Evi & Guy: I'm So Excited van The Pointer Sisters
- Natalia & Pascal: Sing Sing Sing van Benny Goodman
- Gilles & Martine: The Road to Mandalay van Robbie Williams
- Pim & Daisy: You're the One That I Want van John Travolta & Olivia Newton-John

Dansen: rumba & quickstep

#### Aflevering 3
- Wendy & Aerjen: Libertango van Astor Piazzolla/Grace Jones
- Dina & Wim: Una musica brutal van Gotan Project
- Sam & Ellen: Hey Sexy Lady van Shaggy
- Natalia & Pascal: You Never Can Tell van Chuck Berry
- Pim & Daisy: Wake Me Up Before You Gogo van Wham!
- Gilles & Martine: Jailhouse Rock van Elvis Presley
- Evi & Guy: Great Balls of Fire van Jerry Lee Lewis

Dansen: jive & tango

#### Aflevering 4
- Dina & Wim: España cañí
- Wendy & Aerjen: España Olé
- Evi & Guy: Fever van Peggy Lee
- Natalia & Pascal: All That Jazz  van Chicago (de musical)
- Gilles & Martine: Autumn Leaves van Nat King Cole
- Pim & Daisy: I Want to Be Loved by You van Marilyn Monroe

Dansen: paso doble & slowfox

#### Aflevering 5
- Evi & Guy: Pon de Replay van Rihanna
- Natalia & Pascal: Livin' la vida loca van Ricky Martin
- Gilles & Martine: Never Leave You van Lumidee
- Dina & Wim: Conga van Miami Sound Machine
- Wendy & Aerjen: Copacabana van Barry Manilow
- Alle koppels: An der schönen blauen Donau van Strauss

Dansen: samba & Weense wals

#### Aflevering 6
- Natalia & Pascal: Golden Eye van Tina Turner
- Natalia & Pascal: When I Need You van Céline Dion
- Evi & Guy: Take My Breath Away van Berlin
- Evi & Guy: La Cumparsita van Xavier Cugat/Malando
- Gilles & Martine: Hero van Enrique Iglesias
- Gilles & Martine: Toxic van Britney Spears
- Dina & Wim: Fly Me to the Moon van Frank Sinatra
- Dina & Wim: The Junglebook Groove van Louis Prima

#### Halve finale
- Gilles & Martine: Eye of the Tiger van Survivor
- Gilles & Martine: Theme from The Godfather van Nino Rota
- Natalia & Pascal: El Secondo van Hugo Strasser
- Natalia & Pascal: Una cabesa van Carlos Gardel
- Dina & Wim: Lady Marmelade van Christina Aguilera
- Dina & Wim: The Lady Is a Tramp van Frank Sinatra

#### Finale
- Natalia & Pascal: Sing Sing Sing van Benny Goodman
- Natalia & Pascal: Golden Eye van Tina Turner
- Natalia & Pascal: Mission Impossible soundtrack
- Dina & Wim: España cañí
- Dina & Wim: Fly Me to the Moon van Frank Sinatra
- Dina & Wim: Uninvited van Alanis Morissette

Dansen Dina & Wim: paso doble, slowfox & vrije dans
Dansen Natalia & Pascal: rumba, quickstep & vrije dans

## Seizoen 2 (2007)

### Kandidaten
| Bekende Vlaming          | Beroep                   | Danspartner                  | Eindranking |
| ------------------------ | ------------------------ | ---------------------------- | ----------- |
| Pieter Loridon           | Basketbalspeler          | Daisy Croes                  | Winnaar     |
| Cathérine Moerkerke      | Nieuwsanker              | Pascal Maassen               | 2e plaats   |
| Marlène de Wouters       | Presentatrice            | Arend Vandevelde Wim Gevaert | 3de plaats  |
| Mathias Coppens          | Acteur / Presentator     | Nicky Vernieuwe              | 4de plaats  |
| Valerie De Booser        | Model                    | Arend Vandevelde             | 5de plaats  |
| Herbert Flack            | Acteur                   | Ellen Ekkart                 | 6de plaats  |
| Piet Huysentruyt         | Tv-kok                   | Martine Jottay               | 7de plaats  |
| Sandrine Van Handenhoven | Zangeres / Presentatrice | Guy Jottay                   | 8ste plaats |

### Muziek

#### Aflevering 1
- Piet Huysentruyt & Martine: Come Away with Me van Norah Jones
- Sandrine & Guy: Car Wash van Christina Aguilera & Missy Elliott
- Mathias Coppens & Nicky: (You Make Me Feel Like) A Natural Woman van Mary J. Blige
- Valerie De Booser & Arend: I Like It Like That van The Blackout All-Stars
- Marlène de Wouters & Wim: You Give Me Something van James Morrison
- Herbert Flack & Ellen: Rie y llora van Celia Cruz
- Catherine Moerkerke & Pascal: Beauty and the Beast van Céline Dion
- Pieter Loridon & Daisy: Come On Over van Christina Aguilera

Dansen: chachacha & Engelse wals

#### Aflevering 2
- Piet & Martine: Sometimes You Can't Make It on Your Own van U2
- Mathias & Nicky: Hurt van Christina Aguilera
- Marlène & Wim: Falling Into You van Céline Dion
- Catherine & Pascal: Perfidia van Xavier Cugat
- Sandrine & Guy: Lust for Life van Iggy Pop
- Valerie & Arend: Walking on Sunshine van Katrina & the Waves
- Herbert & Ellen: Let's Face the Music van Nat King Cole
- Pieter & Daisy: It Don't Mean a Thing van Geoff Love

Dansen: rumba & quickstep

#### Aflevering 3
- Piet & Martine: Money Money Money van ABBA
- Mathias & Nicky: Maneater van Nelly Furtado
- Marlène & Wim: Santa Maria van Gotan Project
- Catherine & Pascal: El Tango de Roxanne van Moulin Rouge!
- Valerie & Arend: Hanky Panky van Madonna
- Herbert & Ellen: Paradise by the Dashboard Light van Meat Loaf
- Pieter & Daisy: I Got You van James Brown

Dansen: jive & tango

#### Aflevering 4
- Cathérine en Pascal: Theme from James Bond van Moby
- Mathias en Nicky: Canción del mariachi van Los Lobos en Antonio Banderas
- Marlène en Wim: El gato montes van Gran Orquest Manuel Penella
- Valerie en Arend: I Just Wanna Make Love to You van Etta James
- Herbert en Ellen: Tainted Love van Paul Young
- Pieter en Daisy: Big Spender van Shirley Bassey

Dansen: paso doble & slowfox

#### Aflevering 5
- Alle koppels: Weense wals
- Mathias & Nicky: Mas que nada van Sérgio Mendes & The Black Eyed Peas
- Valerie & Arend: I Don't Feel Like Dancing van Scissor Sisters
- Marlène & Wim: Si ya se acabo van Jennifer Lopez
- Cathérine & Pascal: Sous le soleil van Les Négresses Vertes
- Pieter & Daisy: Soy van Gipsy Kings

Dansen: samba & Weense wals

#### Aflevering 6
- Mathias & Nicky: Orange Coloured Sky van Natalia
- Mathias & Nicky: Hurt van Christina Aguilera
- Cathérine & Pascal: Moondance van Michael Bublé
- Cathérine & Pascal: Daddy van Della Reese
- Marlène & Arend: Baila Moreno van Zucchero
- Marlène & Arend: Wonderwall van Oasis
- Pieter & Daisy: Viva! Paso doble
- Pieter & Daisy: I Belong to You van Eros Ramazzotti en Anastacia

#### Halve finale
- Pieter & Daisy: Cell Block Tango van Catherine Zeta-Jones
- Pieter & Daisy: Don't Ever Go van Reborn
- Cathérine & Pascal: Sparkling Diamonds van Nicole Kidman
- Cathérine & Pascal: Reet petite van Jackie Wilson
- Marlène & Arend: Theme from New York, New York van Frank Sinatra
- Marlène & Arend: Blue Suede Shoes van Elvis Presley

#### Finale
- Cathérine & Pascal: Moondance van Michael Bublé
- Cathérine & Pascal: Sous le soleil van Les Négresses Vertes
- Cathérine en Pascal: Love Story van Shirley Bassey
- Pieter en Daisy: I Belong to You van Eros Ramazzotti & Anastacia
- Pieter en Daisy: Viva! Paso doble
- Pieter en Daisy: Everytime I Think of You van Marco Borsato en Lucie Silvas

## Seizoen 3 (2008)

### Kandidaten
Vanaf dit seizoen werkt men met 10 in plaats van 8 kandidaten.
| Bekende Vlaming    | Beroep          | Danspartner      | Dance-Off verloren van | Eindranking |
| ------------------ | --------------- | ---------------- | ---------------------- | ----------- |
| Anthony Arandia    | Acteur          | Leila Akcelik    | -                      | Winnaar     |
| Tiany Kiriloff     | Presentatrice   | Guy Jottay       | Anthony Arandia        | 2de plaats  |
| Martine Jonckheere | Actrice         | Arman Eranosjan  | Tiany Kiriloff         | 3de plaats  |
| Elke Vanelderen    | Presentatrice   | Aerjen Mooijweer | Tiany Kiriloff         | 4de plaats  |
| Bjorn de Wilde     | Voetballer      | Carole Rooryck   | Elke Vanelderen        | 5de plaats  |
| Dominique Monami   | Ex-tennisster   | Pascal Maassen   | Tiany Kiriloff         | 6de plaats  |
| Koen Crucke        | Acteur / Zanger | Nicky Vernieuwe  | Dominique Monami       | 7de plaats  |
| Nico Mattan        | Ex-wielrenner   | Ellen Ekkart     | Elke Vanelderen        | 8ste plaats |
| Roel Vanderstukken | Acteur / Zanger | Kimberly Smith   | Elke Vanelderen        | 9de plaats  |
| Anissa Temsamani   | Politica        | Dick Mathys      | Roel Vanderstukken     | 10de plaats |

### Muziek

#### Aflevering 1
- Roel Vanderstukken & Kimberly: It Is You (I Have Loved) van Dana Glover
- Bjorn De Wilde & Carole: Earth Song van Michael Jackson
- Tiany Kiriloff & Guy: If I Ain't Got You van Alicia Keys
- Koen Crucke & Nicky: The Grove of Eucalyptus van Ishtar
- Martine Jonckheere & Arman: 3 Times a Lady van Lionel Richie
- Elke Vanelderen & Aerjen: Sexyback van Justin Timberlake
- Dominique Monami & Pascal: Boogie Wonderland van Brittany Murphy
- Nico Mattan & Ellen: Don't Stop the Music van Rihanna
- Anissa Temsamani & Dick: Hot Stuff (Let's Dance) van Craig David
- Anthony Arandia & Leila: Don't Cha van Pussycat Dolls

Dansen: chachacha & Engelse wals

#### Aflevering 2
- Roel Vanderstukken & Kimberly: Chasing Cars van Snow Patrol
- Elke Vanelderen & Aerjan: Happy Feet van Randy Spendlove
- Bjorn De Wilde & Carole: Coud I Have This Kiss Forever? van Enrique Iglesias & Whitney Houston
- Dominique Monami & Pascal: Valerie van Amy Winehouse
- Tiany Kiriloff & Guy: Creep van Radiohead
- Nico Mattan & Ellen: Black Horse & the Cherry Tree van KT Tunstall
- Koen Crucke & Nicky: Will You Still Love Me Tomorrow? van Amy Winehouse
- Anissa Temsamani & Dick: 99 Luftballons van Nena
- Martine Jonckheere & Arman: The Look of Love van Diana Krall
- Anthony Arandia & Leila: Hey Pachuco van Royal Crown Revue

Dansen: rumba & quickstep

#### Aflevering 3
- Roel Vanderstukken & Kimberly: Tango! van Tango Jointz
- Elke Vanelderen & Aerjen: Hit the Road Jack van Ray Charles
- Bjorn De Wilde & Carole: El Choclo van Malando
- Dominique Monami & Pascale: Good God van Anouk
- Tiany Kiriloff & Guy: Whatever Lola Wants van Sarah Vaughan
- Nico Mattan & Ellen: Crazy Little Thing Called Love van Michael Bublé
- Koen Crucke & Nicky: Belle uit Beauty & The Beast
- Martin Jonckheere & Arman: Jean Genie van David Bowie
- Anthony Arandia & Leila: Candyman van Christina Aguilera

Dansen: tango & jive

#### Aflevering 4
- Bjorn De Wilde & Carole: Killer van George Michael
- Tiany Kiriloff & Guy: Can You Feel It van The Jacksons
- Koen Crucke & Nicky: Don't Let Me Be Misunderstood van Santa Esmeralda
- Martine Jonckheere & Arman: Spanish Gipsy Dance van Pascal Marquina
- Elke Vanelderen & Aerjen: Ain't That a Kick in the Head van Westlife
- Dominique Monami & Pascal: They Can't Take That Away from Me van Robbie Williams
- Nico Mattan & Ellen: The Pink Panther Theme van Henry Mancini
- Anthony Arandia & Leila: Why Don't You Do Right? van Julie London

Dansen: paso doble & slowfox

#### Aflevering 5
- Bjorn De Wilde & Carole: Singin' in the Rain van Gene Kelly
- Tiany Kiriloff & Guy: Hit Me Up van Gia Farrell
- Koen Crucke & Nicky: Quando, quando, quando van Engelbert Humperdinck
- Martine Jonckheere & Arman: Makin' Whoopee van Julie London
- Elke Vanelderen & Aerjen: With You I'm Born Again van Billy Preston & Syreeta
- Dominique Monami & Pascal: I Have Nothing van Whitney Houston
- Anthony Arandia & Leila: Whenever, Wherever van Shakira

Dansen: samba & American smooth

#### Aflevering 6
- Bjorn De Wilde & Carole: La camisa negra van Juanes
- Tiany Kiriloff & Guy: New Soul van Yael Naïm
- Martine Jonckheere & Arman: Tu no me quieres van Gabriel Ríos
- Elke Vanelderen & Aerjen: Hips Don't Lie van Shakira
- Dominique Monami & Pascal: Crazy in Love van Beyoncé
- Anthony Arandia & Leila: Malagueña van Connie Francis

Dansen: samba, paso doble & chachacha

#### Aflevering 7
- Bjorn De Wilde & Carole: The Way to Your Heart van Soulsister
- Tiany Kiriloff & Guy: This Business of Love van Domino
- Martine Jonckheere & Arman: Billie Jean van Michael Jackson
- Elke Vanelderen & Aerjen: My Family Is My Life van James Horner
- Anthony Arandia & Leila: Caruso van Lucio Dalla

Dansen: Quickstep, paso doble, American smooth, Engelse wals & chachacha

#### Aflevering 8
- Tiany Kiriloff & Guy: Ran Kan Kan van Tito Puento
- Tiany Kiriloff & Guy: 5 Months, 2 Weeks, 2 Days van Louis Prima
- Martine Jonckheere & Arman: Une fille comme ça van Dany Brillant
- Martine Jonckheere & Arman: Suddenly I See van KT Tunstall
- Elke Vanelderen & Aerjen: La vida es un carnaval van Celia Cruz
- Elke Vanelderen & Aerjen: What You Waiting For van Gwen Stefani
- Anthony Arandia & Leila: Salsa van Yuri Buentaventura
- Anthony Arandia & Leila: Bleeding Love van Leona Lewis

Dansen: salsa, rumba, tango, quickstep & jive

#### Halve finale
- Tiany Kiriloff & Guy: Dancing in the Dark van Frank Sinatra
- Tiany Kiriloff & Guy: All the Things You Are van Ella Fitzgerald
- Martine Jonckheere & Arman: Choo Choo Ch'Boogie van Louis Jordan
- Martine Jonckheere & Arman: My Guy van Mary Wells
- Anthony Arandia & Leila: Tangero van Sexteto Mayor
- Anthony Arandia & Leila: Minnie the Moocher van Big Daddy Voodoo

Dansen: American smooth, tango, quickstep, slowfox & jive

#### Finale
- Tiany Kiriloff & Guy: Can You Feel It van The Jacksons
- Tiany Kiriloff & Guy: All the Things You Are van Ella Fitzgerald
- Tiany Kiriloff & Guy: Whole Lotta Rosie van AC/DC
- Anthony Arandia & Leila: Malagueña van Connie Francis
- Anthony Arandia & Leila: Tangero van Sexteto Mayor
- Anthony Arandia & Leila: Thriller van Michael Jackson

Dansen: paso doble, slowfox, tango & freestyle

## Seizoen 4 (2010)

### Kandidaten
| Bekende Vlaming      | Beroep                  | Danspartner      | Eindranking |
| -------------------- | ----------------------- | ---------------- | ----------- |
| Louis Talpe          | Acteur                  | Leila Akcelik    | Winnaar     |
| Kevin Janssens       | Acteur                  | Martine Jottay   | 2e plaats   |
| Sonja Kimpen         | Gezondheidscoach        | Arman Eranosjan  | 3e plaats   |
| Peter Van den Begin  | Acteur                  | Kimberly Smith   | 4e plaats   |
| An Lemmens           | Presentatrice           | Aerjen Mooijweer | 5e plaats   |
| Jelle van Dael       | Zangeres                | Pascal Maassen   | 6e plaats   |
| Laura Lynn           | Schlagerzangeres        | Wim Gevaert      | 7e plaats   |
| Anthony Kumpen       | Autopiloot              | Nicky Vernieuwe  | 8e plaats   |
| Wouter Van Bellingen | Politicus               | Olga Terechova   | 9e plaats   |
| Kadèr Gürbüz         | Actrice / Presentatrice | Dick Mathys      | 10e plaats  |

Vanaf dit seizoen is er geen dance-off meer. Daardoor moet het koppel met de laagste score meteen onherroepelijk de wedstrijd verlaten.

### Muziek

#### Aflevering 1
- Laura & Wim: At This Moment van Michael Bublé
- Wouter & Olga: Kiss van Tom Jones
- Peter & Kimberly: Try to Remember van Bobby Darin
- Sonja & Arman: A Little Less Conversation van Elvis
- An & Aerjen: La valse d'Amélie van Amélie Poulain
- Louis & Leila: Meet Me Halfway van The Black Eyed Peas
- Kadèr & Dick: See the Day van Girls Aloud
- Jelle & Pascal: Just Dance van Lady Gaga
- Anthony & Nicky: Stuck on You van Lionel Richie
- Kevin e& Martine: Maria (Un, dos, tres) van Ricky Martin

Dansen: chachacha & Engelse wals

#### Aflevering 2
- Laura & Wim: Right Now van Pussycat Dolls
- Wouter & Olga: Hernando's Hideaway van Malando
- Peter & Kimberly: Rip It Up van Little Richard
- Sonja & Arman: Pa'bailar van Bajofondo
- An & Aerjen: Hey ya van Outkast
- Louis & Leila: Objection van Shakira
- Kadèr & Dick: The Boy Does Nothing van Alesha Dixon
- Jelle & Pascal: Kiss My Eyes van Bob Sinclar
- Anthony & Nicky: Greased Lightning uit Grease
- Kevin & Martine: Asì se baila el tango van Bailango

Dansen: jive & tango

#### Aflevering 3
- Laura & Wim: Muppet Show Theme uit The Muppet Show
- Wouter & Olga: You'll Never Find Another Love Like Mine van Michael Bublé
- Peter & Kimberly: If My Friends Could See Me Now van Liza Minnelli
- Sonja & Arman: Abrazame van Tamara
- An & Aerjen: Not Fair van Lily Allen
- Louis & Leila: I Just Can't Stop Loving You van Michael Jackson
- Jelle & Pascal: Take a Bow van Rihanna
- Anthony & Nicky: In the Mood uit Swing!
- Kevin & Martine: Alone van Heart

Dansen: rumba & quickstep

#### Aflevering 4
- Louis & Leila: Layla van Eric Clapton
- Anthony & Nicky: Will & Elisabeth (Pirates) van Hans Bedelt
- Kevin & Martine: If You Want This Love of Mine van Sammy Davis jr.
- An & Aerjen: Paint It Black van Vanessa Carlton
- Jelle & Pascal: Love You I Do van Jennifer Hudson
- Peter & Kimberly: España Cañi van Mantovani
- Sonja & Arman: The Best Is Yet to Come van Michael Bublé
- Laura & Wim: Diablo Rojo van Rodrigo & Gabrielle

Dansen: paso doble & slowfox

#### Aflevering 5
- Sonja & Arman: It Had Better Be Tonight van Michael Bublé
- Kevin & Martine: Buleria van David Bisbal
- Peter & Kimberly: Eso beso van Nancy Ames
- Louis & Leila: Düm tek tek van Hadise
- An & Aerjen: Walk Like an Egyptian van The Bangles
- Jelle & Pascal: Viva el verano van Paulina Rubio
- Laura & Wim: Would You Like to Dance with Me van Burn The Floor

Dans: samba

#### Aflevering 6
- Peter en Kimberly: Temptation van Diana Krall
- Sonja en Arman: The Spanish Tango uit The Mask of Zorro
- An en Aerjen: Steppin' Stone van Duffy
- Louis en Leila: Tu vuo' fa l'Americano van Renato Carosone
- Jelle en Pascal: One Day My Prince Will Come uit Sneeuwwitje en de zeven dwergen
- Kevin en Martine: The Good, the Bad and the Ugly van Ennio Morricone

#### Aflevering 7
- Peter & Kimberly:
- Sonja & Arman:
- An & Aerjen:
- Louis & Leila:
- Kevin & Martine:

#### Aflevering 8 (kwartfinale)
- Peter & Kimberly:
- Sonja & Arman:
- Kevin & Martine:
- Louis & Leila:

#### Aflevering 9 (halve finale)
- Sonja & Arman: Shake, Rattle 'n' Roll van Bill Haley
- Kevin & Martine:
- Louis & Leila:

#### Aflevering 10 (finale)
- Kevin & Martine:
- Louis & Leila:

## Seizoen 5 (2012)

### Kandidaten
| Bekende Vlaming      | Beroep                                      | Danspartner           | Eindranking |
| -------------------- | ------------------------------------------- | --------------------- | ----------- |
| Kevin Van der Perren | Kunstschaatser                              | Charissa van Dipte    | Winnaar     |
| Eline De Munck       | Actrice / televisiepresentatrice / zangeres | Arman Eranosjan       | 2e plaats   |
| Lucas Van den Eynde  | Acteur                                      | Leila Akcelik         | 3de plaats  |
| Linda Mertens        | Zangeres                                    | Aerjen Mooijweer      | 4e plaats   |
| Rani De Coninck      | Televisiepresentatrice                      | Jeroen Struijlaart    | 5e plaats   |
| Erika Van Tielen     | Televisiepresentatrice                      | Kris Vandromme        | 6e plaats   |
| Vincent Banić        | Acteur / televisiepresentator / model       | Vanessa Natale        | 7e plaats   |
| Showbizz Bart        | Radiopresentator                            | Monique Broekmeulen   | 8e plaats   |
| Hannelore Knuts      | Model                                       | Marcus Van Teijlingen | 9de plaats  |
| Tom Coninx           | Televisiepresentator                        | Olga Terechova        | 10de plaats |

### Muziek
Rood betekent dat dit koppel de laagste score behaalde
Groen betekent dat dit koppel de hoogste score behaalde
↓ betekent een daling in jurypunten ten opzichte van de vorige aflevering
↑ betekent een stijging in jurypunten ten opzichte van de vorige aflevering
= betekent dezelfde punten ten opzichte van de vorige aflevering
Indien gedetailleerde jurypunten worden weergegeven, is dit in deze volgorde: Ronny-Euvgenia-Dina-Davy

#### Aflevering 1
| Koppel             | Jurypunten   | Dansstijl    | Muziek                                   | Resultaat              |
| ------------------ | ------------ | ------------ | ---------------------------------------- | ---------------------- |
| Rani & Jeroen      | 4-5-5-5 (19) | Chachacha    | Sway – Pussycat Dolls                    | Uitgestelde beslissing |
| Tom & Olga         | 3-3-4-4 (14) | Engelse wals | If You Don't Know Me by Now – Simply Red | Uitgestelde beslissing |
| Eline & Arman      | 5-4-6-7 (22) | Chachacha    | California Gurls – Katy Perry            | Uitgestelde beslissing |
| Bart & Monique     | 3-6-7-6 (22) | Engelse wals | If I Ain't Got You – Alicia Keys         | Uitgestelde beslissing |
| Vincent & Vanessa  | 2-2-4-4 (12) | Chachacha    | Moves Like Jagger – Maroon 5             | Uitgestelde beslissing |
| Erika & Kris       | 2-4-6-5 (17) | Engelse wals | Run to You – Whitney Houston             | Uitgestelde beslissing |
| Kevin & Charissa   | 4-4-6-6 (20) | Chachacha    | Get the Party Started – Pink             | Uitgestelde beslissing |
| Hannelore & Marcus | 5-6-7-6 (24) | Engelse wals | Are You Lonesome Tonight – Elvis Presley | Uitgestelde beslissing |
| Linda & Aerjen     | 7-7-7-7 (28) | Chachacha    | Euphoria – Loreen                        | Uitgestelde beslissing |
| Lucas & Leila      | 7-6-7-7 (27) | Engelse wals | Moon River – Andy Williams               | Uitgestelde beslissing |

#### Aflevering 2
| Koppel             | Jurypunten | Dansstijl | Muziek                                          | Resultaat           |
| ------------------ | ---------- | --------- | ----------------------------------------------- | ------------------- |
| Rani & Jeroen      | (27) ↑     | Quickstep | Radar Love – Golden Earring                     | Volgende aflevering |
| Tom & Olga         | (12) ↓     | Rumba     | Paradise – Coldplay                             | Uitgeschakeld       |
| Eline & Arman      | (30) ↑     | Quickstep | Jungle Drum – Emiliana Torrini                  | Volgende aflevering |
| Bart & Monique     | (25) ↑     | Rumba     | Wereld zonder jou – Marco Borsato               | Volgende aflevering |
| Vincent & Vanessa  | (22) ↑     | Quickstep | I'll Be There for You – The Rembrandts          | Volgende aflevering |
| Erika & Kris       | (31) ↑     | Rumba     | Sexual Healing – Marvin Gaye                    | Volgende aflevering |
| Kevin & Charissa   | (26) ↑     | Quickstep | Rolling in the Deep – Adele                     | Volgende aflevering |
| Hannelore & Marcus | (23) ↓     | Rumba     | Private Dancer – Tina Turner                    | Volgende aflevering |
| Linda & Aerjen     | (23) ↓     | Quickstep | Hey Nah Neh Nah – Milk & Sugar vs Vaya Con Dios | Volgende aflevering |
| Lucas & Leila      | (22) ↓     | Rumba     | Titanium – David Guetta ft Sia                  | Volgende aflevering |

#### Aflevering 3
| Koppel             | Jurypunten | Dansstijl  | Muziek                                          | Resultaat           |
| ------------------ | ---------- | ---------- | ----------------------------------------------- | ------------------- |
| Rani & Jeroen      | (32) ↑     | Paso doble | Don't Let Me Be Misunderstood – Santa Esmeralda | Volgende aflevering |
| Eline & Arman      | (28) ↓     | Paso doble | Bad Romance – Lady Gaga                         | Volgende aflevering |
| Bart & Monique     | (21) ↓     | Tango      | Somebody That I Used to Know – Gotye            | Volgende aflevering |
| Vincent & Vanessa  | (24) ↑     | Paso doble | Rock You Like a Hurricane – Scorpions           | Volgende aflevering |
| Erika & Kris       | (22) ↓     | Tango      | Beat It – Michael Jackson                       | Volgende aflevering |
| Kevin & Charissa   | (28) ↑     | Paso doble | It's My Life – Bon Jovi                         | Volgende aflevering |
| Hannelore & Marcus | (22) ↓     | Tango      | Sweet Dreams (Are Made of This) – Eurythmics    | Uitgeschakeld       |
| Linda & Aerjen     | (29) ↑     | Paso doble | Where Have You Been – Rihanna                   | Volgende aflevering |
| Lucas & Leila      | (26) ↑     | Tango      | Paint It Black – The Rolling Stones             | Volgende aflevering |

#### Aflevering 4
| Koppel            | Jurypunten | Dansstijl | Muziek                                                       | Resultaat           |
| ----------------- | ---------- | --------- | ------------------------------------------------------------ | ------------------- |
| Rani & Jeroen     | (23) ↓     | Slowfox   | Welcome to Burlesque – Cher                                  | Volgende aflevering |
| Eline & Arman     | (34) ↑     | Slowfox   | Somewhere over the Rainbow – Judy Garland                    | Volgende aflevering |
| Bart & Monique    | (21) =     | Jive      | Holding Out for a Hero – Bonnie Tyler                        | Uitgeschakeld       |
| Vincent & Vanessa | (16) ↓     | Slowfox   | James Bond Theme – The City of Prague Philharmonic Orchestra | Volgende aflevering |
| Erika & Kris      | (25) ↑     | Jive      | Grease Lightning – John Travolta                             | Volgende aflevering |
| Kevin & Charissa  | (33) ↑     | Slowfox   | You've Got a Friend in Me – Randy Newman                     | Volgende aflevering |
| Linda & Aerjen    | (25) ↓     | Slowfox   | The Pink Panther Theme – Henry Mancini                       | Volgende aflevering |
| Lucas & Leila     | (31) ↑     | Jive      | Footloose – Kenny Loggins                                    | Volgende aflevering |

#### Aflevering 5
| Koppel            | Jurypunten     | Dansstijl | Muziek                          | Resultaat           |
| ----------------- | -------------- | --------- | ------------------------------- | ------------------- |
| Rani & Jeroen     | 8-8-9-8 (33) ↑ | Samba     | Work – Kelly Rowland            | Volgende aflevering |
| Eline & Arman     | 9-8-8-8 (33) ↓ | Samba     | Hey Mama – The Black Eyed Peas  | Volgende aflevering |
| Vincent & Vanessa | 5-6-6-5 (22) ↑ | Samba     | Conga – Miami Sound Machine     | Uitgeschakeld       |
| Erika & Kris      | 5-7-7-7 (26) ↑ | Samba     | Ai se eu te pego! – Michel Teló | Volgende aflevering |
| Kevin & Charissa  | 5-8-8-7 (28) ↓ | Samba     | Maria – Ricky Martin            | Volgende aflevering |
| Linda & Aerjen    | 8-7-8-8 (31) ↑ | Samba     | Hit Me Up – Gia Farrel          | Volgende aflevering |
| Lucas & Leila     | 5-8-7-6 (26) ↓ | Samba     | Balada – Gusttavo Lima          | Volgende aflevering |

#### Aflevering 6
| Koppel           | Jurypunten | Dansstijl  | Muziek                             | Resultaat           |
| ---------------- | ---------- | ---------- | ---------------------------------- | ------------------- |
| Rani & Jeroen    | (33) =     | Rumba      | Smile – Josh Groban                | Volgende aflevering |
| Eline & Arman    | (33) =     | Rumba      | Ain't No Sunshine – Bill Withers   | Volgende aflevering |
| Erika & Kris     | (30) ↑     | Paso doble | Free Your Mind – En Vogue          | Uitgeschakeld       |
| Kevin & Charissa | (30) ↑     | Tango      | Roxanne – The Police               | Volgende aflevering |
| Linda & Aerjen   | (27) ↓     | Rumba      | Afscheid – Volumia!                | Volgende aflevering |
| Lucas & Leila    | (37) ↑     | Slowfox    | Fly Me to the Moon – Frank Sinatra | Volgende aflevering |

#### Aflevering 7
| Koppel           | Jurypunten | Dansstijl    | Muziek                                                    | Resultaat           |
| ---------------- | ---------- | ------------ | --------------------------------------------------------- | ------------------- |
| Rani & Jeroen    | (25) ↓     | Jive         | All I Want for Christmas Is You – Mariah Carey            | Uitgeschakeld       |
| Eline & Arman    | (36) ↑     | Engelse wals | White Christmas – eigen arrangement                       | Volgende aflevering |
| Kevin & Charissa | (30) =     | Rumba        | A Whole New World – Peabo Bryson & Regina Belle (Aladdin) | Volgende aflevering |
| Linda & Aerjen   | (33) ↑     | Jive         | Santa Claus Is Coming to Town – Michael Bublé             | Volgende aflevering |
| Lucas & Leila    | (31) ↓     | Quickstep    | Jingle Bells – James Piermont                             | Volgende aflevering |

#### Aflevering 8 (kwartfinale)
| Koppel           | Jurypunten | Dansstijl       | Muziek                                        | Resultaat           |
| ---------------- | ---------- | --------------- | --------------------------------------------- | ------------------- |
| Linda & Aerjen   | (30) ↓     | Salsa           | Wanna Be Startin' Something – Michael Jackson | Uitgeschakeld       |
| Linda & Aerjen   | (28) ↓     | Tango           | When Doves Cry – Prince                       | Uitgeschakeld       |
| Eline & Arman    | (36) =     | Salsa           | Vida es un carnaval – Celia Cruz              | Volgende aflevering |
| Eline & Arman    | (37) ↑     | Tango           | Back to Black – Amy Winehouse                 | Volgende aflevering |
| Kevin & Charissa | (27) ↓     | Jive            | Tell Her About It – Billy Joel                | Volgende aflevering |
| Kevin & Charissa | (33) ↑     | American Smooth | Have You Met Mrs Jones – Robbie Williams      | Volgende aflevering |
| Lucas & Leila    | (27) ↓     | Paso doble      | 7 Nations Army – The White Stripes            | Volgende aflevering |
| Lucas & Leila    | (36) ↑     | American Smooth | Moondance – Michael Bublé                     | Volgende aflevering |

#### Aflevering 9 (halve finale)
| Koppel           | Jurypunten | Dansstijl         | Muziek                           | Resultaat           |
| ---------------- | ---------- | ----------------- | -------------------------------- | ------------------- |
| Eline & Arman    | (32) ↓     | Argentijnse tango | Tango – onbekend                 | Volgend aflevering  |
| Eline & Arman    | (38) ↑     | Jive              | Candyman – Christina Aguilera    | Volgende aflevering |
| Eline & Arman    | (38) =     | Chachacha         | Forget You – Cee Lo Green        | Volgende aflevering |
| Kevin & Charissa | (33) =     | Engelse wals      | Come Away with Me – Norah Jones  | Volgende aflevering |
| Kevin & Charissa | (35) ↑     | Argentijnse tango | Skyfall – Adele                  | Volgende aflevering |
| Kevin & Charissa | (39) ↑     | Chachacha         | Forget You – Cee Lo Green        | Volgende aflevering |
| Lucas & Leila    | (30) ↓     | Chachacha         | El shing-a-ling – Poncho Sanchez | Uitgeschakeld       |
| Lucas & Leila    | (32) ↑     | Argentijnse tango | Libertango – Astor Piazzolla     | Uitgeschakeld       |
| Lucas & Leila    | (32) =     | Chachacha         | Forget You – Cee Lo Green        | Uitgeschakeld       |

#### Aflevering 10 (finale)
| Koppel           | Jurypunten | Dansstijl    | Muziek                                    | Resultaat     |
| ---------------- | ---------- | ------------ | ----------------------------------------- | ------------- |
| Eline & Arman    | (38) =     | Samba        | Hey Mama – The Black Eyed Peas            | Uitgeschakeld |
| Eline & Arman    | (37) ↓     | Slow foxtrot | Somewhere over the Rainbow – Judy Garland | Uitgeschakeld |
| Eline & Arman    | (40) ↑     | Freestyle    | Run the World (Girls) – Beyoncé           | Uitgeschakeld |
| Kevin & Charissa | (36) ↓     | Quickstep    | Rolling in the Deep – Adele               | Winnaars      |
| Kevin & Charissa | (39) ↑     | Paso doble   | It's My Life – Bon Jovi                   | Winnaars      |
| Kevin & Charissa | (39) =     | Freestyle    | Last Dance – Donna Summer                 | Winnaars      |